# Juan Luis Zabala
 (janvier 2018).
Juan Luis Zabala Artetxe (Azkoitia, Guipuscoa, 24 juillet 1963) est un écrivain de langue basque, journaliste et blogueur.

## Biographie
Après des études de philologie basque, il a été enseignant à l'École de Cinéma et Vidéo d'Andoain. Il a depuis journaliste culturelle, d'abord dans le quotidien Euskaldunon egunkaria, puis dans le quotidien Berria. Il contribue également à de nombreux autres journaux.
Il a reçu en 1994 le prix de journalisme Ricardo Arregi pour une série de reportage sur la Croatie.
Il écrit dans une très grande variété de genres littéraires, que ce soit des romans (Zigarrokin ziztrin baten azken keak (1985),  Txistu eta biok (2016 - prix Irun hiria saria et prix Zilarrezko Euskadi saria)) des recueils de nouvelles (Sakoneta (1994), Ospa  (2017), de la poésie (Hautsi natza (2000 - prix Felipe Arrese Beitia)), des biographies, de la littérature jeunesse ou des traductions.

## Principaux ouvrages

### Recueil de nouvelles
- Ahanzturaren artxipelagoa (1987, Elkar)
- Gertaerei begira (1988, Elkar)
- Sakoneta (1994, Susa)
- Ospa (2017, Susa)

### Romans
- Zigarrokin ziztrin baten azken keak (1985, Elkar)
- Kaka esplikatzen (1989, Elkar)
- Galdu arte (1996, Susa)
- Agur, Euzkadi (2000, Susa)
- Txistu eta biok (2016, Algaida)

### Poésie
- Hautsia natza (2000, Euskaltzaindia BBK)

### Littérature jeunesse
- Harri barruko bihotz-borrokak (1999, Elkar)
- Bideak, aldapak eta bihurguneak (2007, Elkar)
- Zabaleko txorimaloa (2011, Elkar; illustrations de Maite Gurrutxaga)
- Mozoloaren bakardadea (2012, Erein, illustrations de Begoña Durruty)
- Aita oker dago (2014, Erein, illustrations de Begoña Durruty)

### Traduction
- Poeta New Yorken; Federico Garcia Lorca (2003, Erein)
- Akiles eta dortoka; Seve Calleja (2010, Alberdania)
- Catherine Certitude; Patrick Modiano (2016, Erein)

### Biographies
- Jesus Mari Artze, ttakunaren esku isila (2003, Zumarte)
- Maltzeta, soinu bete bihotz (2013, Trikitixa Elkartea)

## Blog
Son blog se nomme "Inon izatekotan" et est hébergé sur le site du quotidien Berria.